# 丸山周
丸山 周（まるやま しゅう、Maruyama Shu、1974年11月1日 - ）は、日本のタレント、ディスクジョッキー、ナレーター、放送作家である。
別名義にカレー研究家、野菜ソムリエ協会カレーマイスター養成講座講師として活動している「スパイシー丸山」がある。
プラスプラスとMIT Artistsに籍を置く。

## 来歴・人物
北海道白老郡出身。北海道苫小牧南高等学校、北星学園大学卒業。AIR-G'に番組制作スタッフとして勤務した後に上京。ラジオパーソナリティやナレーター、レポーター、放送作家としての活動のほか、クラブDJとして各クラブイベントに出演している。北海道では有名なローカルCMであるのぼりべつクマ牧場のCMソングのラップを担当した。
特技はカポエィラ、DJプレイ、カレー作りである。2007年4月7日から『COUNTDOWN CONNECTIONS』（FM-FUJI）に出演。同年、自身が企画、構成、出演を手掛けるFM長野の特別番組「FM長野超常現象スペシャルThe UFO～今夜アナタは奇跡を目撃する～」が日本民間放送連盟賞ラジオエンターテイメント番組優秀賞を受賞した。
2009年5月3日の横浜開港150周年記念横浜みなとまつり国際仮装行列「ザ・よこはまパレード」の中継番組（tvk）ではスタジオMC及び会場リポーターを務めたり、高田延彦がパーソナリティーを務めるインターFMの番組Daddy Driveでは構成作家を務めていた。
趣味はカレー作りで、カレー研究家の肩書きも持ち、実店舗に赴くだけでなくレトルトカレーも堪能していると語る。スパイシー丸山としての活動は2008年から開始し、野菜ソムリエ協会カレーマイスター養成講座ではカレーヒストリーを担当している。スパイシー丸山として番組等に出演する場合は、ラジオでもターバンを被っている。ブログではカレーにまつわるニュースや、食べ歩き、カレーレシピも公開しており、中にはスパイスから作る時短カレーもある。また、世界初のカレーヒップホップユニット｢SPICE BOYS｣のラッパーとしても活動したり、不定期で『カレー夜会』と称した、自身が調理したカレー(インド料理)を振舞う会を開催していた。

## 主な活動 （丸山周として）

### ラジオ
過去
- TAG-TUNE DRIVING（ナビのすけ）
- G-tracks Count Down（AIR-G'）
- Holiday Special"CATCH THE AUTUMN"（TOKYO FM）
- Remix Sight（FM長野）
- FM長野超常現象スペシャル～The UFO～（FM長野）
- FLY!DAY TRIPPER ～FROM SKY GATE～ TRIP 1（bayfm）
- J-HITS POWER STATION（FM-FUJI）
- COUNTDOWN CONNECTIONS（FM-FUJI）2007.4 - 2010.3

ほか多数

### テレビ
- すとぷりのHere!We!GO!!（テレビ東京）ナレーション
- ふたりはミルキィホームズ（2013年7月13日 -、TOKYO MX）※実写バラエティコーナー「ミルキィ情報局」ナレーション
- コンシェルジュ神奈川（tvk）レポーター
- ザ・よこはまパレード（tvk）MC・リポーター
- エコエコ セバタン（tvk）
- HOT WAVE（テレビ埼玉）メインナビゲーター
- ゴーゴーママ（北海道文化放送）

ほか

### インターネット
- MIDTOWN TV○○あい☆コラ!生やぐち（GyaO）

### CMナレーション
- 黄桜「辛口一献」
- ダイハツ「エッセ」
- チェリオ
- のぼりべつクマ牧場 ラップ
- ハウス食品
- au LISMO Channel

ほか

### その他
- クラブDJとして全国のクラブイベントに出演
- イベントの司会等

## 主な活動（スパイシー丸山として）

### テレビ
- スクールライブショー（2011年5月6日、NHK教育)
- ズームイン!!サタデー（2012年7月7日、日本テレビ)
- 旬菜ナビ（2012年9月16日、テレビ神奈川)
- ジモトピ（2012年2月18日、J:COM)
- 激論!どっちマニア!!（2013年4月13日、テレビ朝日)
- 夢みる金バク！（2013年6月7日、岡山放送)
- ふたりはミルキィホームズ（2013年9月7日・14日、TOKYO MX）※実写バラエティコーナー「ミルキィ情報局」
- 特捜警察ジャンポリス（2014年4月18日、テレビ東京）
- みるみるミルキィ（2015年1月17日、BS11）
- 王様のブランチ（2017年7月29日、TBS）
- リトルトーキョーライフ（2018年3月8日、テレビ東京）
- シューイチ（2018年6月3日、日本テレビ）
- TVチャンピオン極 〜KIWAMI〜（2018年6月3日、BSジャパン）※「ココイチ王選手権」に選手として参加
- シューイチ（2018年6月3日、日本テレビ）
- バカリズムの大人のたしなみズム（2018年8月11日、BS日テレ）※ゲストとして「カレー」のたしなみを紹介
- 車あるんですけど…?（2019年2月2日、テレビ東京）
- ZIP!（2019年5月28日、日本テレビ）
- グッとラック!（2019年11月12日、TBS）
- 家事ヤロウ!!!（2019年12月18日、テレビ朝日）
- ワケあり!レッドゾーン（2020年3月6日、読売テレビ）
- マツコの知らない世界「おうちカレーの世界」　(2021年1月19日、TBS)
- めざましどようび（2021年11月27日、フジテレビ）
- ポップUP!（2022年4月7日、5月20日、9月14日、フジテレビ）
- KinKi Kidsのブンブブーン（2022年12月3日、フジテレビ）
- DEEPな店の常連さんに密着 イキスギさんについてった（2023年2月22日、TBS）
- 午前0時の森（2023年4月17日、日本テレビ）
- ラヴィット!（2024年5月27日、TBS）
- 探偵!ナイトスクープ（2024年6月14日、朝日放送）

### ラジオ
- Blue Ocean （2011年7月12日、TOKYO FM)
- みのもんたのウィークエンドをつかまえろ（2011年12月10日、文化放送)
- HAPPINESS（2012年1月22日、J-WAVE)
- 浜美枝のいつかあなたと（2012年8月12日、文化放送)

ほか

### インターネット
- カレバラ！（エスビー食品公式YouTube番組）でMCを担当中。

### 書籍
- 週刊プレイボーイ（2012年No16、集英社）
- GLAMOROUS （2012年8月号、講談社）
- 極上カレー　首都圏版　全２４７食 （2012年11月号、マガジンハウス）
- ハウス食品社員のおうちカレーレシピ （2013年5月10日発行、アース・スターエンターテイメント）
- dancyu （2013年6月号、プレジデント社）
- 『Hanako FOR MEN』Vol.8カレー万歳！ （2013年7月発行、マガジンハウス）
- おうちカレー自慢（2013年8月発行、三栄書房）

### 音楽PV
- SPICEBOYS "SPICE RAP ～踊れマハラジャ～"
- スパイシー丸山 feat. REI / Let's SPICY！！！！！
- CURRY XMAS